# Volkswagen Touareg
Le Volkswagen Touareg est un véhicule automobile 4x4 de luxe du constructeur allemand Volkswagen. Il a été construit en coopération avec Porsche dont le modèle Cayenne partage la plateforme, ainsi que l'Audi Q7, même s'il existe de nombreuses différences de style, d'équipement et de technologie. Le Touareg est le premier modèle de 4x4 luxe produit par le groupe VAG. Elle est sortie en 2002. En mars 2007, elle reçoit un restylage (assez léger : optiques, bas de carrosserie et quelques éléments intérieurs). Elle porte le nom d'un peuple de Berbères nomades vivant dans le Sahara central (cf: Touareg). Elle est fabriquée en Slovaquie sur les lignes d'assemblage de l'Audi Q7 x Porsche Cayenne.
La version Edition W12 Sport Édition TIP (pour Tiptronic) qui comporte 450 ch, pour une vitesse maximum de 250 km/h, bridée électroniquement, en fait un des véhicules 4x4 tout terrain de série les plus rapides et les plus puissants du marché.
Le Cx est de 0,38.
Selon la version, la consommation mixte varie de 9,8 L aux 100 km à 15,9 L aux 100 km.

## Première génération

### Motorisation
| Moteur essence | Moteur essence | Moteur essence                          | Moteur essence                                | Moteur essence               |
| Modèle         | Année          | Type de moteur                          | Puissance, couple à tr/min                    | Code moteur                  |
| -------------- | -------------- | --------------------------------------- | --------------------------------------------- | ---------------------------- |
| 3.2 V6         | 2002–2004      | V6 de 3189 cm3                          | 220 à 241 ch                                  | AZZ, BAA, BKJ, BMV, BMX, BRJ |
| 3.6 V6         | 2004–2006      | V6 de 3 597 cm3                         | 280 ch                                        | BHK                          |
| 4.2 V8         | 2002–2008      | V8 de 4 163 cm3                         | 310 ch                                        | AXQ or BAR (06+)             |
| 6.0 W12        | 2005–2010      | W12 de 5 998 cm3                        | 450 ch, 600 N m                               | BJN                          |
| Moteur Diesel  |                |                                         |                                               |                              |
| Modèle         | Année          | Type de moteur                          | Puissance, couple à tr/min                    | Code moteur                  |
| 2.5 R5 TDI     | 2003–2010      | 5 cylindres en ligne de 2 460 cm3 Turbo | 174 ch, 400 N m                               | BKL, BAC                     |
| 3.0 V6 TDI     | 2004–2007      | V6 Turbo de 2 967 cm3                   | 225 ch                                        | BKS                          |
| 5.0 V10 TDI    | 2002–2007      | V10 TDI Turbo de 4 921 cm3              | 313 ch à 3 750 tr/min, 750 N m à 2 000 tr/min | AYH, BLE                     |

#### W12 (2005–2010)
Le gros moteur W12 est aussi installé sur le Touareg mais la consommation fut incroyablement élevée.

#### V10 TDI (2002–2010)
La version V10 TDI turbo de 4.9l sort en 2002 avec 313 chevaux et 750 N m de couple.
Dans la version reliftée, la Touareg a un nouveau moteur V10 TDI r50 de 4.9l développant 350 ch et 850 N m.

#### Finitions
- Carat
- Edition

### Restylage

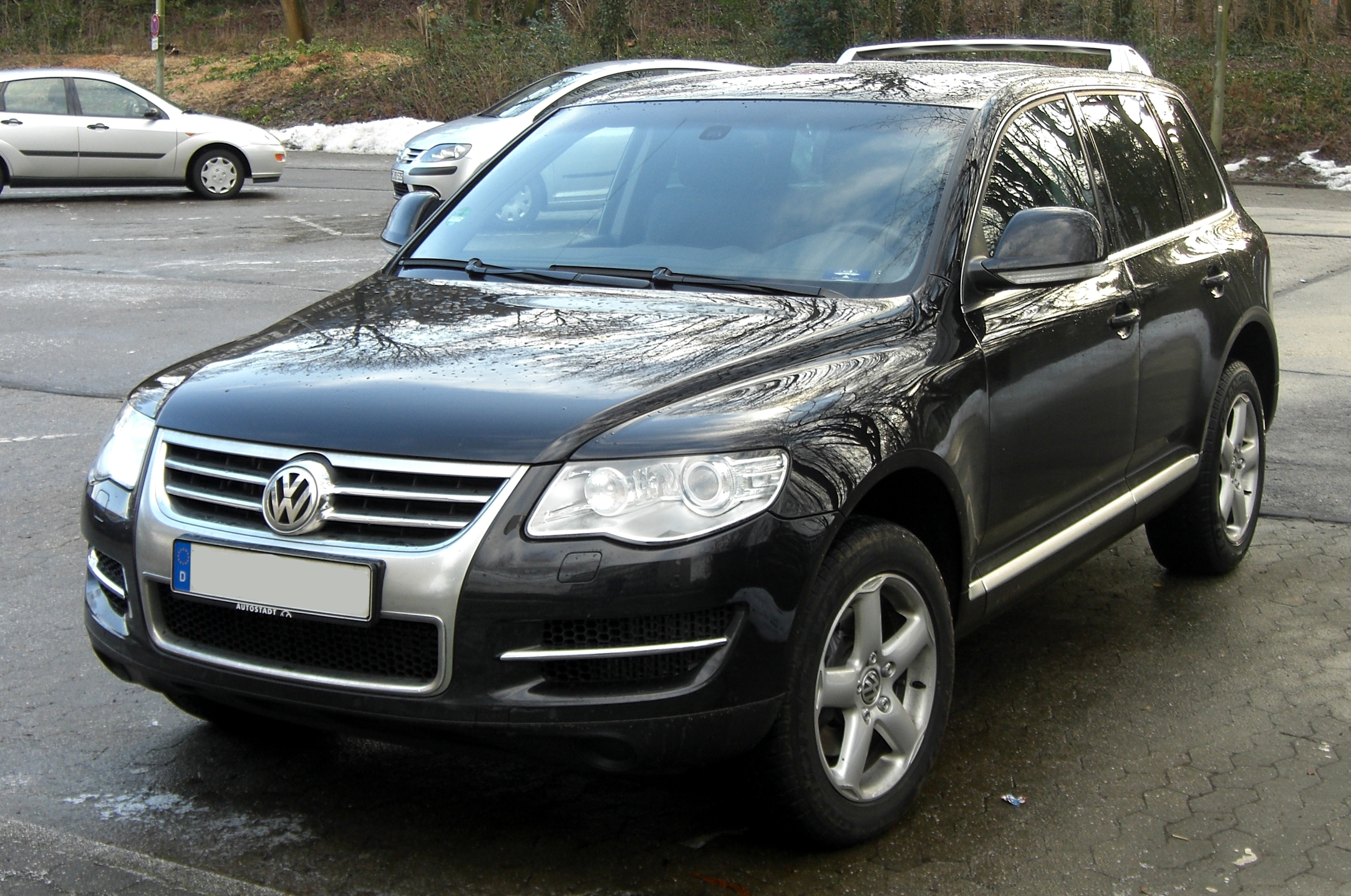
Vue de l'avant
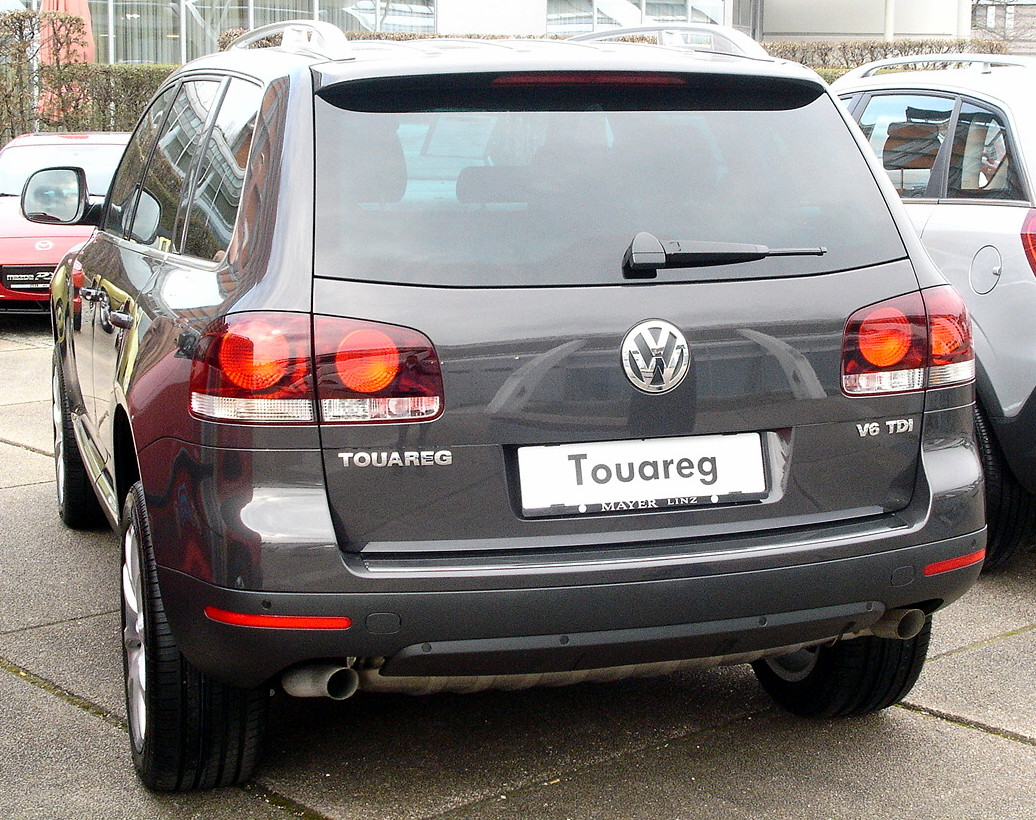
Vue de l'arrière
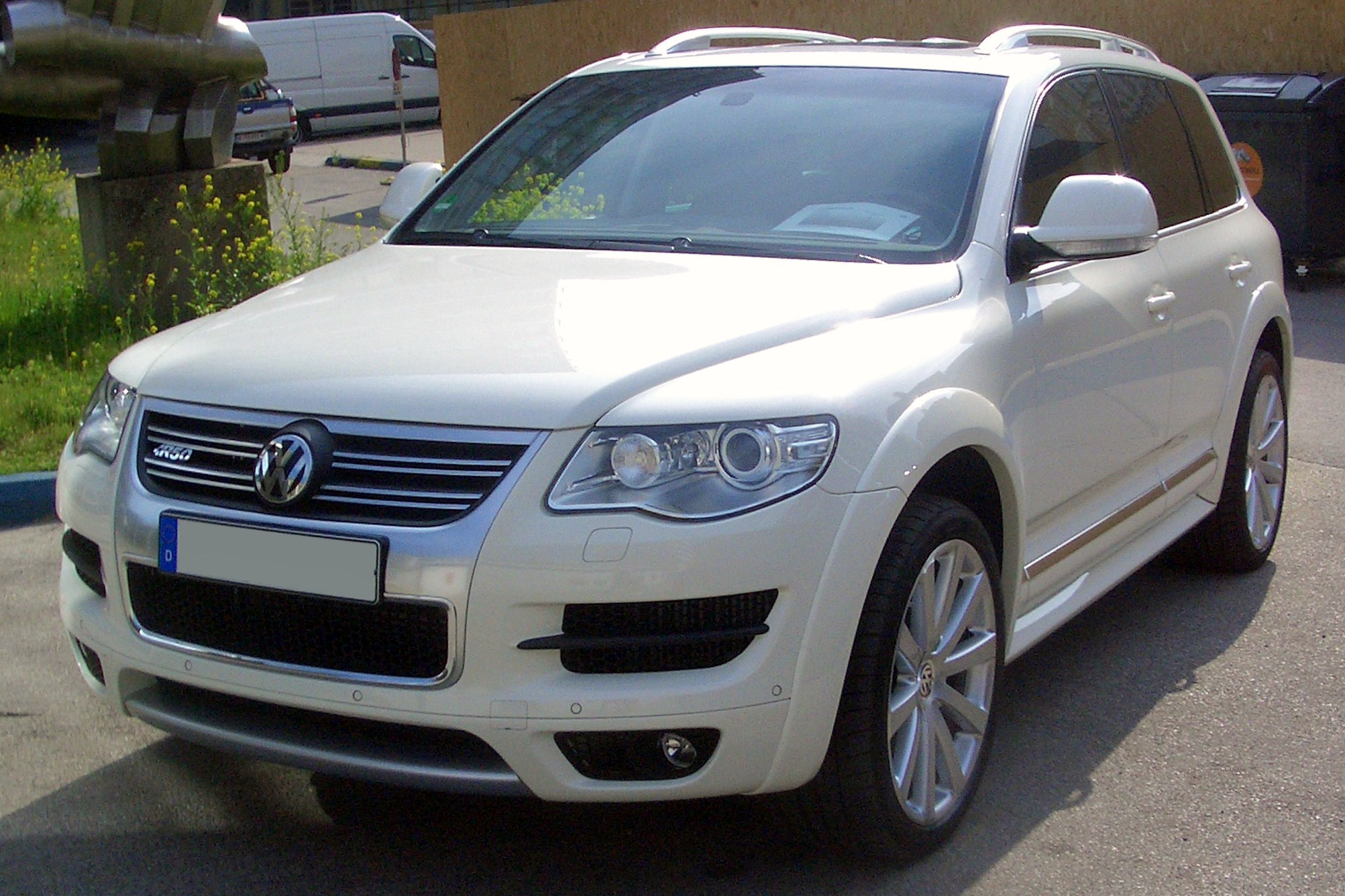
Vue de l'avant (R50)
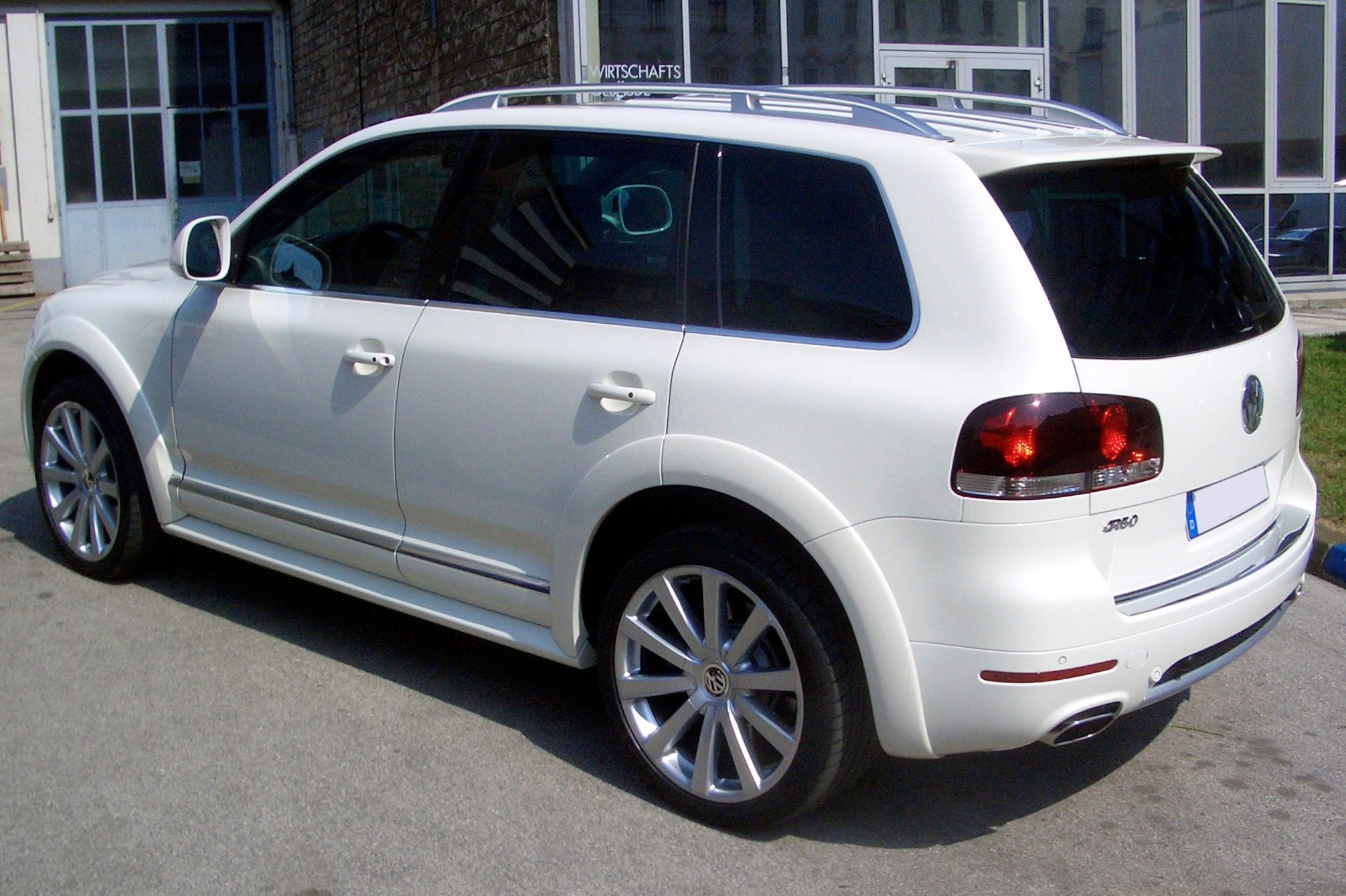
Vue de l'arrière (R50)

#### Motorisations
Les modèles pour le marché US comportent le 3.6 V6, 4.2 V8, BlueMotion 3.0 V6 TDI. Les modèles pour le marché Canadien comportent 3.6 V6, BlueMotion 3.0 V6 TDI.
La motorisation BlueMotion 3.0 V6 TDI est vendu comme V6 TDI Clean Diesel aux US et Canada.
| Moteur essence        | Moteur essence | Moteur essence                                     | Moteur essence              | Moteur essence                                                                              | Moteur essence |
| modèle                | Année          | Type de moteur                                     | Puissance à tr/min          | Couple à tr/min                                                                             |                |
| --------------------- | -------------- | -------------------------------------------------- | --------------------------- | ------------------------------------------------------------------------------------------- | -------------- |
| 3.6 V6                | 2006–2010      | V6 de 3 597 cm3 FSI                                | 280 ch à 6 250 tr/min       | 360 N m à 2 500-5 000 tr/min                                                                |                |
| 4.2 V8                | 2006–2010      | V8 de 4 163 cm3 FSI                                | 350 ch à 6 800 tr/min       | 440 N m à 3 500 tr/min                                                                      |                |
| 6.0 W12               | 2005–2010      | W12 de 5 998 cm3                                   | 450 ch à 6 000 tr/min       | 600 N m à 3 250 tr/min                                                                      |                |
| Moteur Diesel         |                |                                                    |                             |                                                                                             |                |
| modèle                | Année          | Type de moteur                                     | Puissance à tr/min          | Couple à tr/min                                                                             |                |
| 2.5 R5 TDI            | 2003–2010      | 5 cylindres en ligne de 2 461 cm3 Pumpe-Düse turbo | 174 ch à 3 500 tr/min       | 400 N m à 2 250 tr/min                                                                      |                |
| 3.0 V6 TDI            | 2007–2010      | V6 de 2 967 cm3 common rail turbo                  | 240 ch à 4 000–4 400 tr/min | 500 N m à 1 500–3 000 tr/min boîte manuelle, 550 N m à 2 000–2 250 tr/min boîte automatique |                |
| BlueMotion 3.0 V6 TDI | 2009–2010      | V6 Common rail turbo de 2 967 cm3                  | 225 ch à 3 500 tr/min       | 550 N m à 2 000-2 250 tr/min                                                                |                |
| 5.0 V10 TDI           | 2002–2010      | V10 de 4 921 cm3 Pumpe-Düse turbo                  | 313 ch à 3 750 tr/min       | 750 N m à 2 000 tr/min                                                                      |                |
| R50                   | 2007–2010      | V10 de 4 921 cm3 Pumpe-Düse turbo                  | 350 ch à 3 500 tr/min       | 850 N m à 2 000 tr/min                                                                      |                |

#### Transmissions
| Moteur essence        | Moteur essence | Moteur essence                                    |
| Modèle                | Année          | Type de transmission                              |
| --------------------- | -------------- | ------------------------------------------------- |
| 3.6 V6                | 2006–          | Automatique - 6 vitesses                          |
| 4.2 V8                | 2006–          | Automatique - 6 vitesses                          |
| 6.0 W12               | 2006–          | Automatique - 6 vitesses                          |
| Moteur Diesel         |                |                                                   |
| Modèle                | Année          | Type de transmission                              |
| 2.5 R5 TDI            | 2003–          | Manuelle - 6 vitesses et Automatique - 6 vitesses |
| 3.0 V6 TDI            | 2007–          | Manuelle - 6 vitesses et Automatique - 6 vitesses |
| BlueMotion 3.0 V6 TDI | 2009–          | Automatique - 6 vitesses                          |
| 5.0 V10 TDI           | 2002–          | Automatique - 6 vitesses                          |
| R50                   | 2007–          | Automatique - 6 vitesses                          |

## Deuxième génération (7P; 2010)
Le Volkswagen Touareg de seconde génération est présenté au Postpalast de Munich, en Allemagne, au début de l'année 2010. Ce grand SUV se veut plus premium que son prédécesseur, avec de nouvelles motorisations dont une version hybride.

### Motorisations
| Modèle                                              | Année  | Type de moteur                 | Puissance à tr/min          | Couple à tr/min              | 0–100 km/h | Vitesse maxi | Régions                                             |
| --------------------------------------------------- | ------ | ------------------------------ | --------------------------- | ---------------------------- | ---------- | ------------ | --------------------------------------------------- |
| 3.6 V6 FSI BlueMotion Technology VR6 FSI Sport (US) | 2010–  | V6 de 3 597 cm3                | 280 ch à 6 200 tr/min       | 360 N m à 3 200 tr/min       | 7,8 s      | 228 km/h     | Toutes, sauf Royaume-Uni, Chine et Nouvelle-Zélande |
| 3.0 V6 TSI                                          | 2010?– | V6 de 2 995 cm3 turbocompressé | 290 ch à 4 850–6 500 tr/min | 420 N m à 2 500–5 000 tr/min | 7,1 s      | 230 km/h     | Chine seulement                                     |
| 3.0 V6 TSI Hybrid V6 TSI Hybrid (US),               | 2010–  | V6 de 2 995 cm3 turbocompressé | 333 ch à 5 500–6 500 tr/min | 440 N m à 3 000–5 250 tr/min | 5,8 s      | 240 km/h     | Toutes, sauf Moyen-Orient                           |
| 3.0 V6 TSI Hybrid V6 TSI Hybrid (US),               | 2010–  | moteur électrique              | 46 ch à 1 500–3 250 tr/min  | ?                            | 5,8 s      | 240 km/h     | Toutes, sauf Moyen-Orient                           |
| 3.0 V6 TSI Hybrid V6 TSI Hybrid (US),               | 2010–  | combiné                        | 380 ch                      | 580 N m                      | 5,8 s      | 240 km/h     | Toutes, sauf Moyen-Orient                           |
| 4.2 FSI                                             | ?      | V8 de 4 163 cm3                | 360 ch à 6 800 tr/min       | 430 N m à 3 500 tr/min       | 6,2 s      | 250 km/h     | Moyen-Orient, Brésil, Argentine, Chine              |

| Modèle                                                              | Année | Type de moteur        | Puissance à tr/min          | Couple à tr/min              | 0–100 km/h | Vitesse maxi | Régions                                                                |
| ------------------------------------------------------------------- | ----- | --------------------- | --------------------------- | ---------------------------- | ---------- | ------------ | ---------------------------------------------------------------------- |
| V6 TDI BlueMotion Technology (204PS)                                | 2010– | V6 turbo de 2 967 cm3 | 204 ch à 3 200–4 400 tr/min | 450 N m à 1 250–3 200 tr/min | 8,5 s      | 206 km/h     | Allemagne                                                              |
| V6 TDI BlueMotion Technology V6 TDI Clean Diesel Sport (US) (240PS) | 2010– | V6 turbo de 2 967 cm3 | 240 ch à 4 000–4 400 tr/min | 550 N m à 2 000–2 250 tr/min | 7,8 s      | 218 km/h     | Europe de l'est, Europe de l'ouest, Amérique du Nord, Australie, Chine |
| V6 TDI BlueMotion Technology (245PS)                                | 2011– | V6 turbo de 2 967 cm3 | 245 ch à 3 800–4 400 tr/min | 550 N m à 1 750–2 750 tr/min | 7,6 s      | 220 km/h     | Allemagne                                                              |
| 4.2 V8 TDI                                                          | 2010– | V8 de 4 134 cm3 turbo | 340 ch à 4 400 tr/min       | 800 N m à 1 750–2 750 tr/min | 5,8 s      | 242 km/h     | Royaume-Uni, Europe de l'Est, Nouvelle-Zélande et Afrique du Sud.      |

### Finitions
- R-Line

### Phase 2
La Touareg 2 a été restylée en 2014, peu d'évolutions esthétiques sont au programme. Les feux avant ont été redessinés et toutes les finitions reçoivent des feux de jours avant à LED et des phares au xénon directionnels. On note cependant la disparition du V6 3,0 L TFSI Hybrid de 380 ch.
Pour le marché français trois diesels sont proposés en version 4Motion : 3.0 L V6 TDI de 204 ch, 3.0 L V6 TDI de 262 ch. De plus un autre diesel à savoir un 3.0 V6 TDI est proposé en version 4XMotion, version évoluée du 4Motion.
Toutes ces motorisations répondent à la norme antipollution Euro 6 par le biais d'un ajout d'un réservoir d'ADBlue.
Volkswagen ne fabrique plus la caméra d'aide à la conduite pour le 7P.
Si la caméra est hors service, le véhicule l'est aussi (il peut toujours rouler, mais le tableau de bord affichera de nombreux voyants et les aides à la conduite, comme le régulateur, seront désactivées). 

Il est impossible de réparer le système.

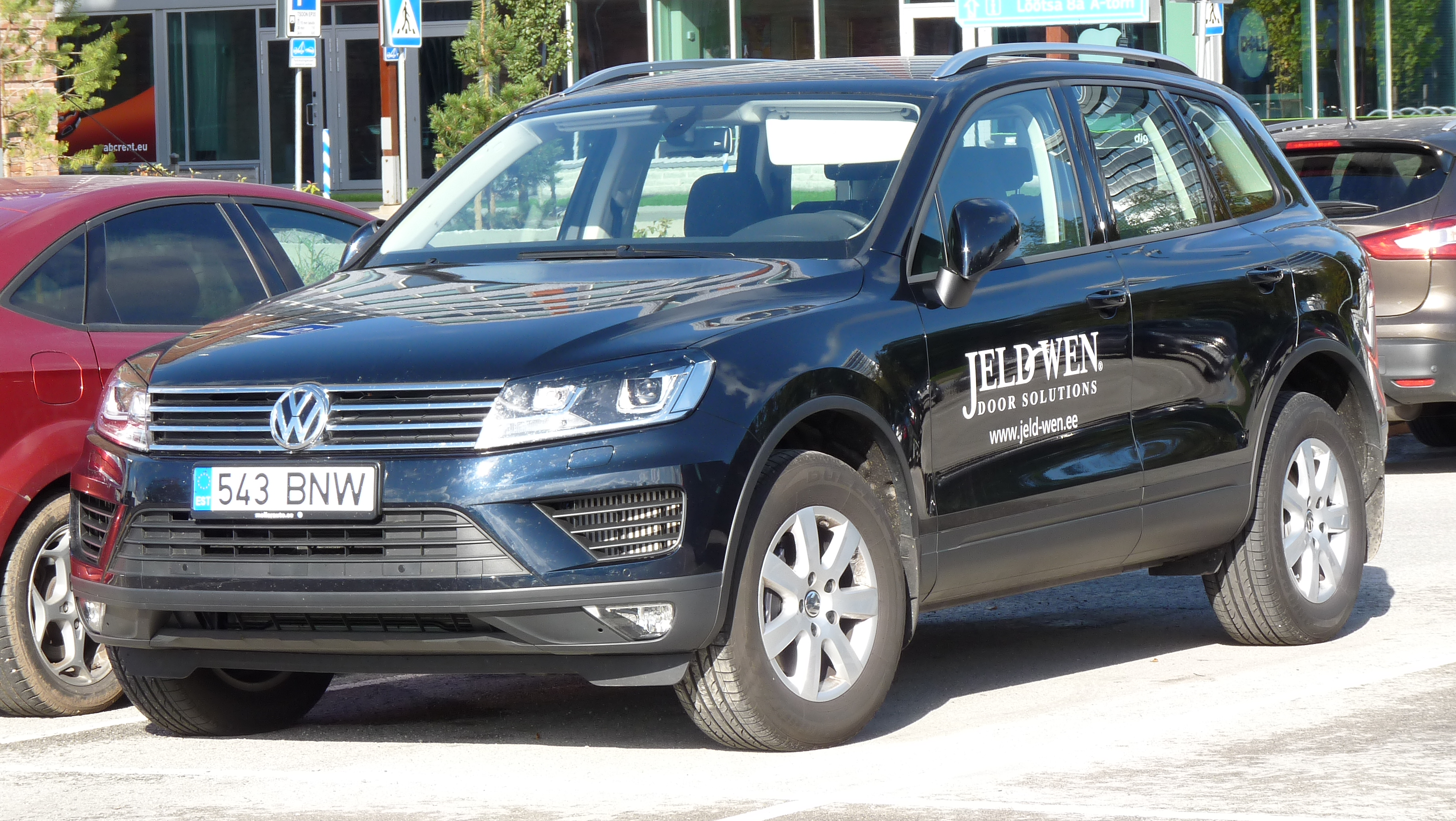
Volkswagen Touareg phase 2 (2014).

## Troisième génération

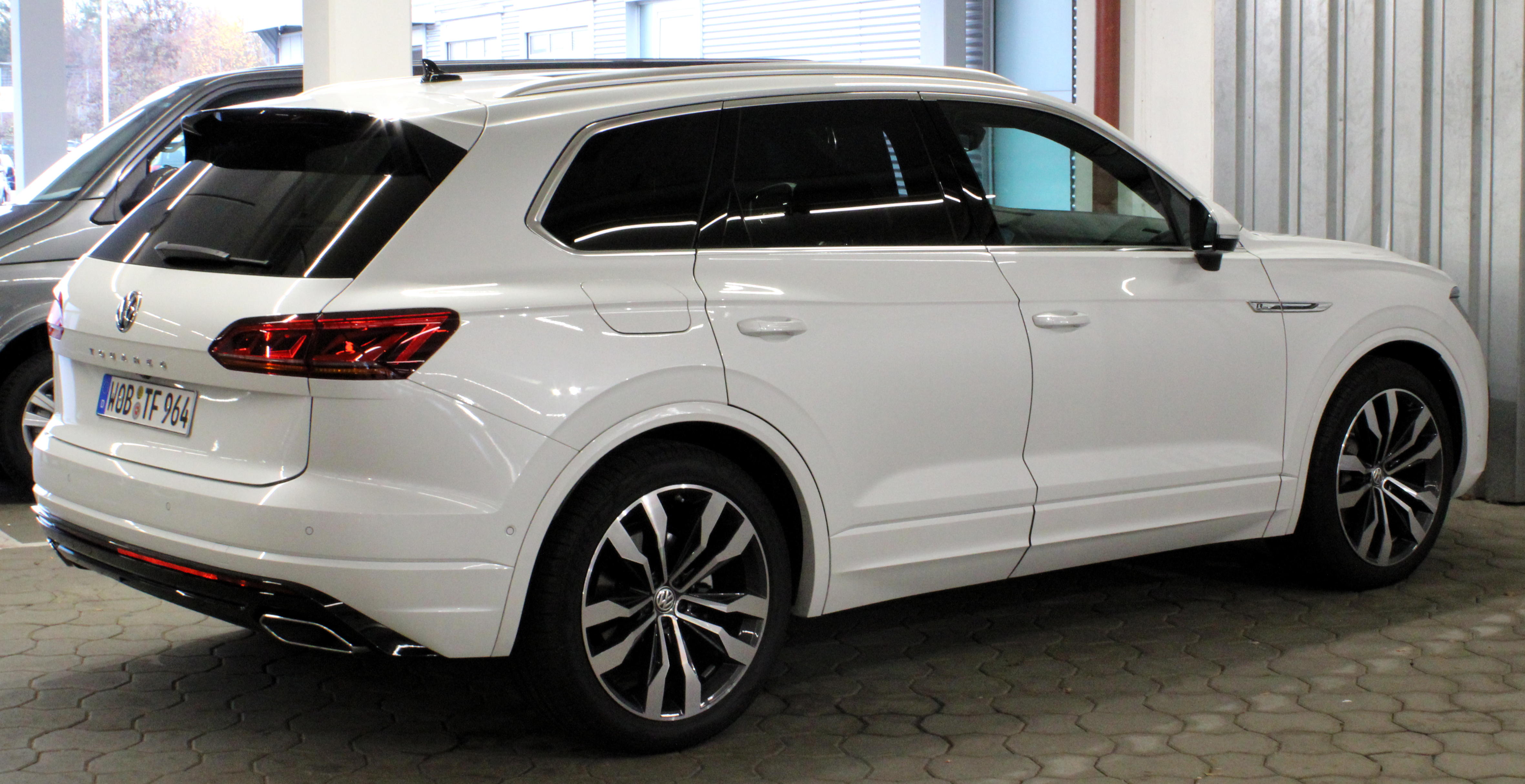
Vue arrière

Le Touareg de troisième génération est présenté le 23 mars 2018 au salon automobile de Pékin en Chine, et est commercialisé à partir de mai 2018.

### Présentation
Le Touareg III est équipé de l'instrumentation digitale virtual cockpit, qui a trouvé sa première application dans l'Audi TT en 2016. Cette instrumentation appelé Innovision Cockpit dans le Touareg est composée de deux écrans de 12,3 et 15 pouces associés formant une seule dalle dirigée vers le conducteur.
En février 2020, Volkswagen présente le Touareg R. Il s'agit de la version sportive du SUV haut de gamme de la marque. Il est équipé d'une mécanique hybride rechargeable de 340. Cette mécanique allie un V6 essence de 340 chevaux à un moteur électrique de 136 chevaux. Le Touareg R revendique une puissance cumulée de 462 chevaux.
Il s'agit du même groupe motopropulseur présent sur le Cayenne E-Hybrid et l'Audi Q7 60 TFSI e.

#### Phase 2
La version restylée du Touareg est présentée à l'été 2023. Des photos d'un exemplaire partiellement camouflé sont publiées en février de la même année par Volkswagen, à l'occasion de tests en Laponie.
Les phares avant du Touareg restylé reçoivent la technologie IQ. Light HD Matrix, avec 19 200 microLED par phare, qui sont reliés par un bandeau lumineux. S'il ne l'est pas à l'avant, le logo Volkswagen est illuminé à l'arrière du véhicule.
La suspension du Touareg a également été retravaillée. Le SUV allemand reçoit en outre un capteur mesurant la charge du toit, permettant d'améliorer la stabilité du véhicule en cas de présence d'un coffre de toit.
L'infodivertissement et le volant sont améliorés à l'intérieur, et Android Auto ainsi qu'Apple CarPlay fonctionnent désormais sans fil.

### Caractéristiques techniques
Le Touareg III repose sur la plateforme MLB qu'il partage avec ses cousins Audi Q7 et Porsche Cayenne. Il peut être équipé de 4 roues directrices en option.

#### Motorisations
Au lancement de la 3e génération, un moteur V6 essence et deux moteurs V6 diesel sont disponibles. Début 2020, une version essence hybride rechargeable de 462 ch rejoindra l'offre moteur. Après une dernière série limitée consacrée au marché allemand baptisée "V8 Last Edition", le V8 TDI disparaît du catalogue en 2020 en raison des nouvelles normes de limitation des émissions de CO2.
|                         | 3.0 TFSI 340             | 3.0 TDI 231              | 3.0 TDI 286              | 4.0 TDI 421              | 3.0 TFSI 462                           |
| ----------------------- | ------------------------ | ------------------------ | ------------------------ | ------------------------ | -------------------------------------- |
| Moteur                  | V6 Turbo                 | V6 Turbo                 | V6 Turbo                 | V8 turbo                 | V6 turbo + électrique                  |
| Cylindrée (cm3)         | 2 995                    | 2 967                    | 2 967                    | 3956                     | 2 995                                  |
| Puissance (ch)          | 340                      | 231                      | 286                      | 421                      | 340 (essence) + 136 (électrique) = 462 |
| Couple (N m)            | 460                      | 500                      | 600                      | 900                      | 700                                    |
| Vitesse (km/h)          | 250                      | 250                      | 250                      | 250                      | 250                                    |
| 0 à 100 km/h (s)        |                          | 7,5                      | 6,1                      | 4,9                      |                                        |
| Boîte de vitesses       | Automatique à 8 rapports | Automatique à 8 rapports | Automatique à 8 rapports | Automatique à 8 rapports | Automatique à 8 rapports               |
| Transmission            | Intégrale (4Motion)      | Intégrale (4Motion)      | Intégrale (4Motion)      | Intégrale (4Motion)      | Intégrale (4Motion)                    |
| Consommation (L/100 km) |                          | 6,6                      | 6,6                      |                          |                                        |
| CO2                     |                          | 167/172                  | 167/173                  |                          |                                        |
| Poids (DIN) (kg)        |                          | 2 070                    | 2 070                    |                          |                                        |

### Finition

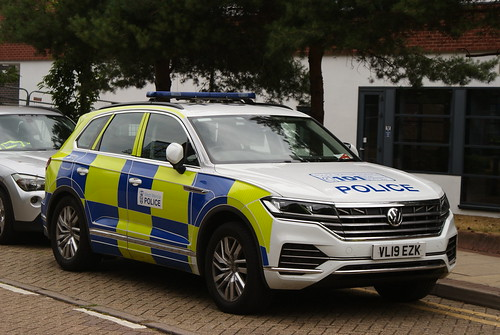
Touareg III de la police Britannique

- Touareg III de la police Britannique Atmosphère
- Elegance
- Carat
- R-line
- R-line exclusive
- Carat exclusive

#### Séries spéciales
- One Million[19]
  - En juillet 2019, Volkswagen sors une finition spéciale dénommée One Million qui honore le millionième exemplaire du Touareg sorti d'usine. Elle reçoit une couleur beige inédite Sechura. Le Touareg est par ailleurs disponible avec des jantes de 20 et 21 pouces. Les arches de roues sont également peintes. Les feux sont teintés en noir. À l'intérieur, il reçoit un accastillage spécifique : sellerie cuir, surpiqûres et seuils de porte.

- Touareg Edition 20
  - En mai 2022, l'Edition 20 célèbre les 20 ans de la sortie du premier Touareg[20].

### Concept car

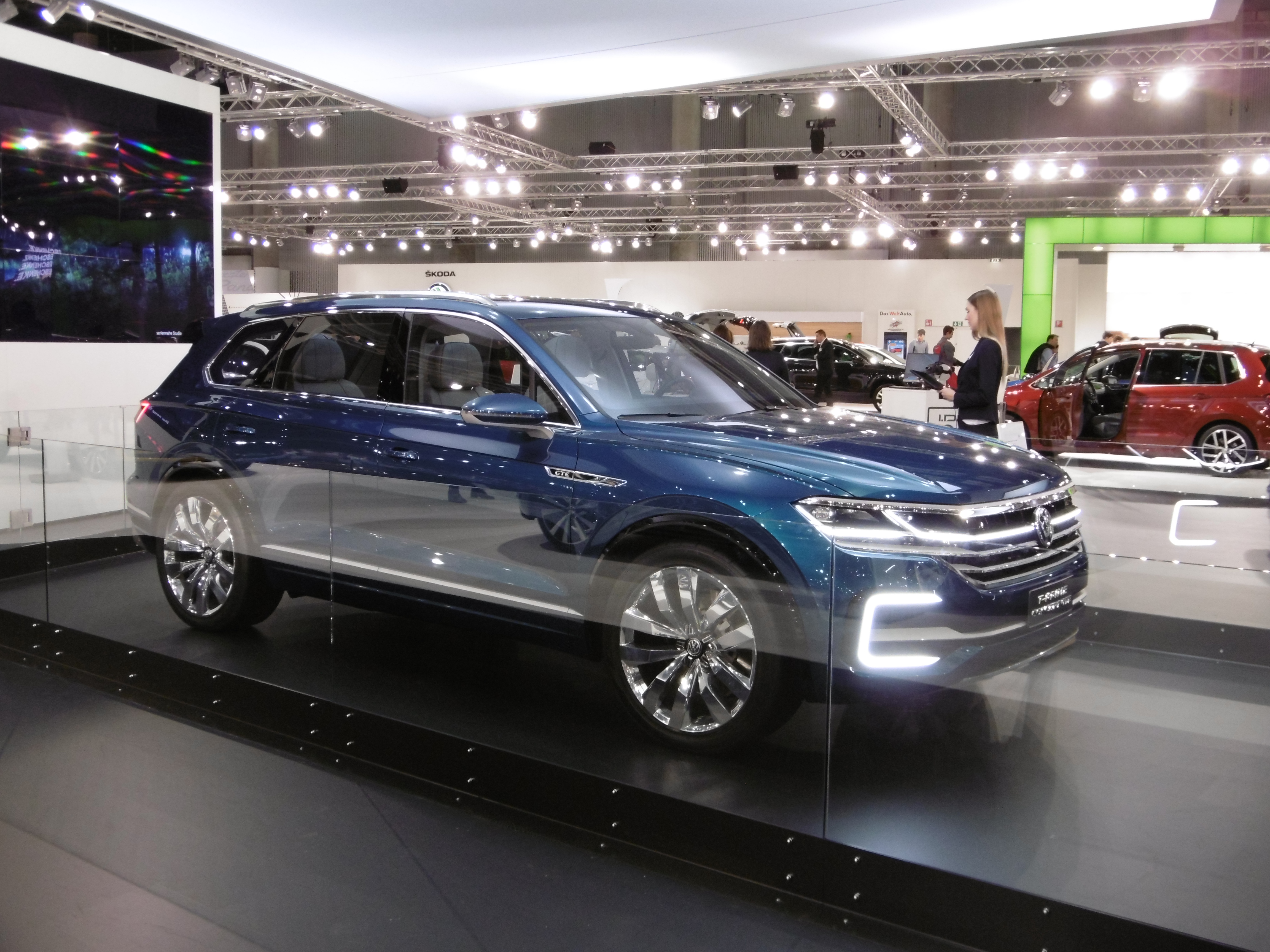
Volkswagen T-Prime Concept GTE

Le Volkswagen Touareg III est préfiguré par le Volkswagen T-Prime Concept GTE présenté au salon automobile de Pékin 2016.

## Volkswagen Race Touareg
La Volkswagen Race Touareg est un prototype de la marque Volkswagen destinée aux courses de rallye-raid telles que le Rallye Dakar.
Motorisations du VW Dakar Racers
- 2007 Race-Touareg 2 (T2 spec) 2.5 TDI 285 ch/209 kW
- 2006 Race-Touareg 2 (T2 spec) 2.5 TDI 275 ch/202 kW
- 2005 Race-Touareg (T2 spec) 2.5 TDI 260 ch/191 kW
- 2004 Race-Touareg (T2 spec) 2.3 TDI 231 ch/170 kW
- 2003 Tarek 1.9 TDI 218 ch/160 kW

Race Touareg
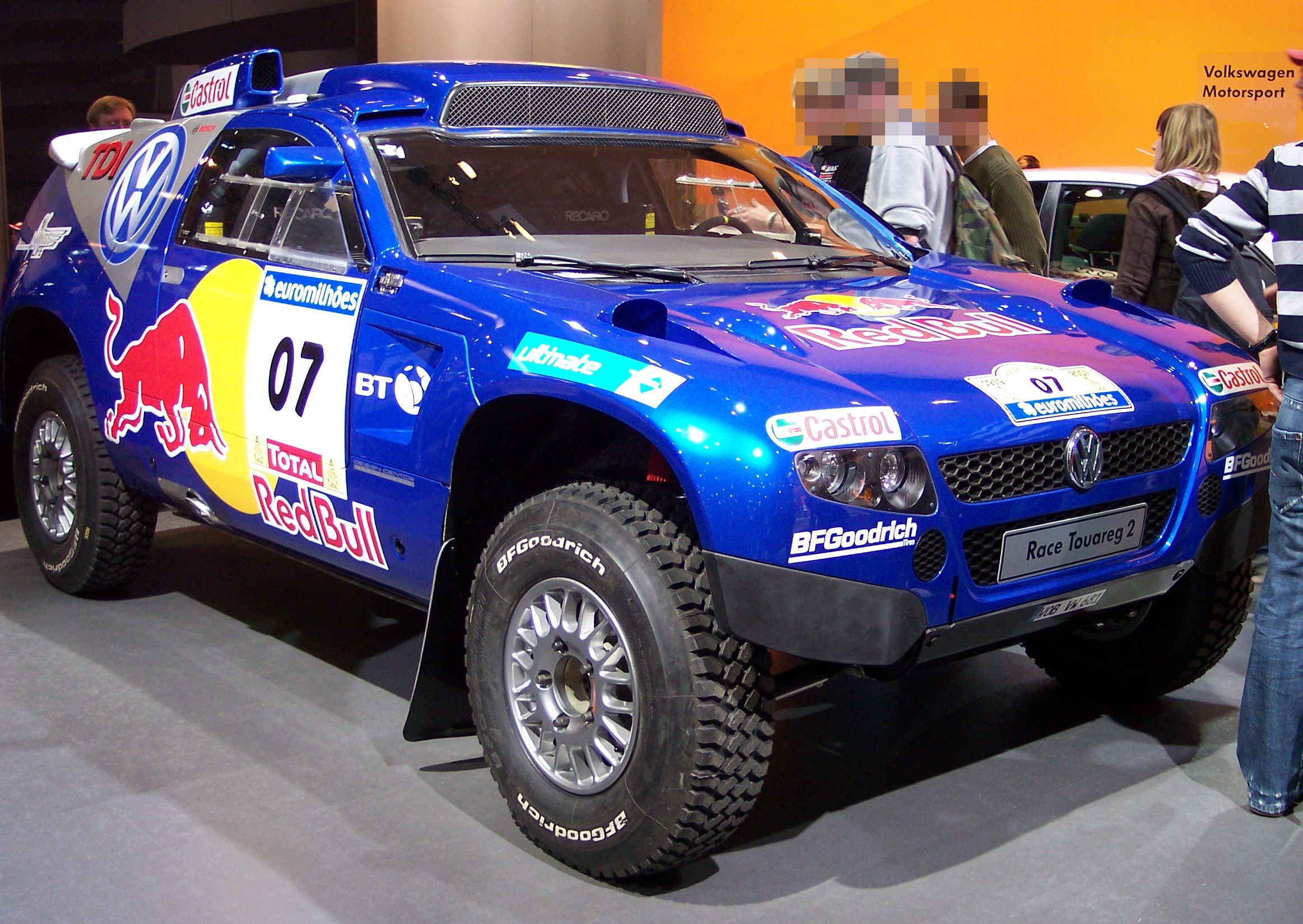
Race Touareg 2 à Essen Motor Show 2006
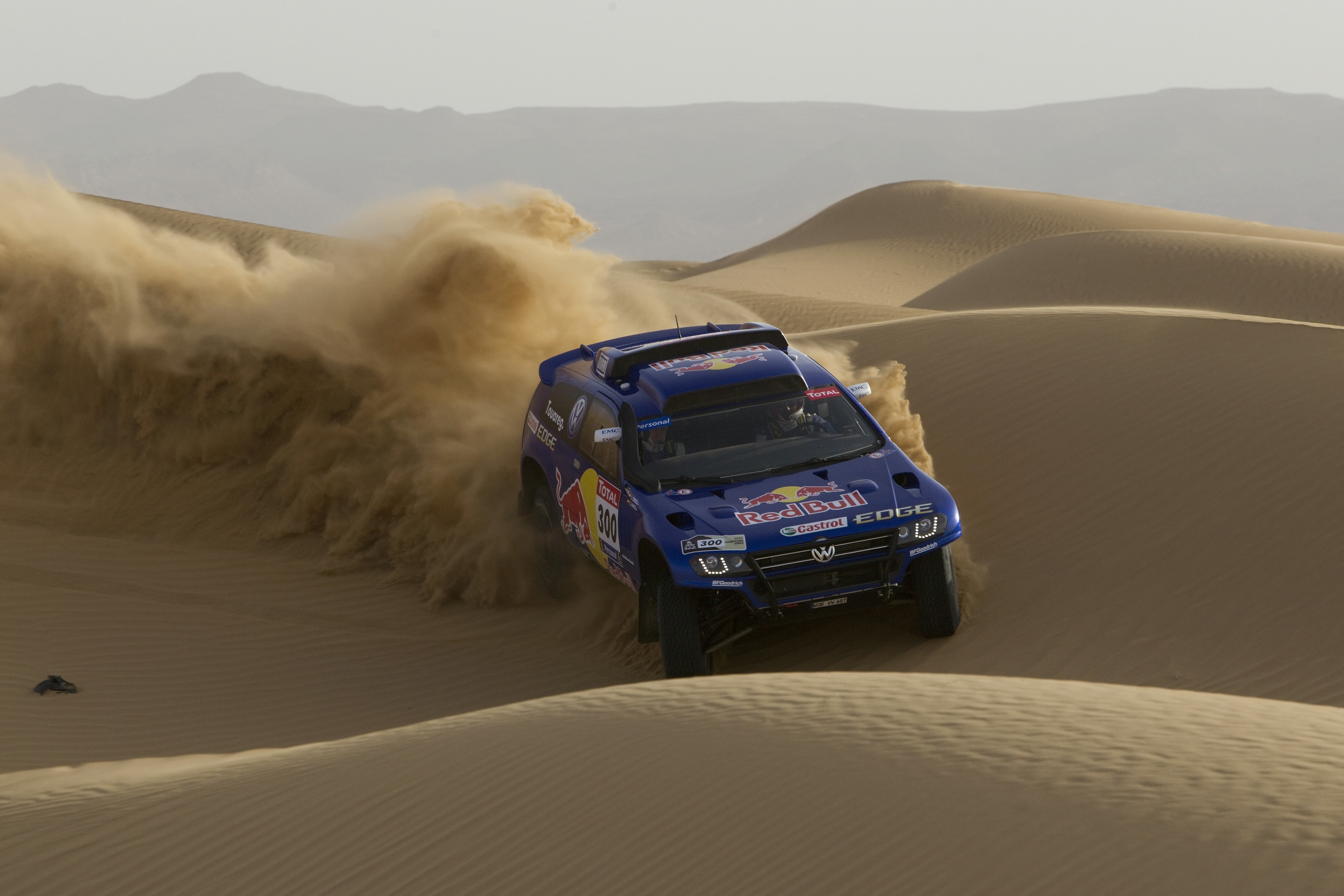
Race Touareg 3 (2010)

## Consommation et aspects écologiques
La version 4x4 diesel Touareg V10 est un véhicule très apprécié de certains urbains, malgré une consommation record qui lui fait émettre plus de 346 grammes de CO2 par kilomètre parcouru, soit près de 80 tonnes par véhicule en fin de vie. En conséquence, plusieurs associations écologistes (Agir pour l'environnement, Réseau Action Climat et Transport et Environment) ont remis à Volkswagen l'anti-Prix Tuvalu en 2005, pour dénoncer la commercialisation et l'incitation à utiliser en ville des véhicules aussi polluants.